# Remigian Konstanty Lasocki
Remigian Konstanty Lasocki z Glewa herbu Dołęga (ur. w 1638 roku – zm. 20 kwietnia 1695 roku we Wrzeszczowie) – cześnik łomżyński w 1666 roku.
Poseł na sejm 1664 roku i na sejm konwokacyjny 1668 roku z ziemi czerskiej. Był członkiem konfederacji generalnej zawiązanej 5 listopada 1668 roku na tym sejmie. Jako poseł na sejm konwokacyjny 1674 roku z ziemi czerskiej był członkiem konfederacji generalnej zawiązanej 15 stycznia 1674 roku na tym sejmie.
Podpisał elekcje Michała Korybuta Wiśniowieckiego i Jana III Sobieskiego.